# Pelourinho de Aljubarrota
O Pelourinho de Aljubarrota é um pelourinho localizado na freguesia de Aljubarrota, no município do Alcobaça, Distrito de Leiria, em Portugal.
Este pelourinho encontra-se classificado como Imóvel de Interesse Público desde 1933. Está abrangido por Zona Especial de Protecção (ZEP) ou Zona de Protecção (ZE) conjunta da Igreja de Nossa Senhora dos Prazeres, da Casa na rua Direita, n.º 49 e do próprio Pelourinho de Aljubarrota.